# A.J. DeLaGarza
Adolph Joseph DeLaGarza (ur. 4 listopada 1987 w Bryans Road) – guamski piłkarz pochodzenia meksykańskiego urodzony w USA występujący na pozycji obrońcy. Zawodnik klubu Los Angeles Galaxy.

## Kariera klubowa
DeLaGarza karierę rozpoczynał w 2005 roku w zespole Maryland Terrapins z uczelni University of Maryland, College Park. W 2009 roku poprzez MLS SuperDraft trafił do Los Angeles Galaxy. W MLS zadebiutował 22 marca 2009 roku w zremisowanym 2:2 pojedynku z DC United. 13 września 2009 roku w przegranym 3:6 spotkaniu z FC Dallas strzelił pierwszego gola w MLS. W 2011 roku zdobył z zespołem MLS Cup.

## Kariera reprezentacyjna
W reprezentacji Stanów Zjednoczonych DeLaGarza zadebiutował 22 stycznia 2012 roku w wygranym 1:0 towarzyskim meczu z Wenezuelą.

## Sukcesy

### Jako Zawodnik
- Los Angeles Galaxy
  - Mistrz Stanów Zjednoczonych (2x): 2010, 2011
  - Zdobywca Tarczy Kibiców MLS (2x): 2010, 2011
  - Zdobywca Konferencji Zachodniej MLS (3x): 2009, 2011, 2012